# Grand Prix-wegrace van Tsjecho-Slowakije 1969
De Grand Prix-wegrace van Tsjecho-Slowakije 1969 was de achtste race van het wereldkampioenschap wegrace-seizoen 1969. De races werden verreden op 20 juli 1969 op de Masaryk-Ring nabij Brno. Alle soloklassen kwamen aan de start. De wereldtitels in de 125cc-klasse en de 500cc-klasse waren al beslist. De wereldtitel in de 350cc-klasse werd hier beslist.

## Algemeen
Tijdens de 350cc-race kwamen Herbert Denzler, János Drapál en František Boček met elkaar in botsing. Allen werden naar het ziekenhuis gebracht, maar Boček, die een muurtje had geraakt, overleed de volgende dag (21 juli) aan zijn verwondingen.

## 500cc-klasse
Wat in Brno in de andere klassen was gebeurd, gebeurde ook in de 500cc-klasse: snelle machines hadden op het bochtige circuit moeite weg te komen van goed sturende, minder sterke motoren. Hier wist Bohumil Staša zelfs met een opgeboorde 350cc-ČZ-eencilinder bij de leidende Giacomo Agostini en Gyula Marsovszky te komen. Toen dat gebeurde vond Agostini het wel mooi geweest en hij reed weg van het tweetal, maar Pagani had met zijn LinTo moeite genoeg met Staša. Uiteindelijk werd Marsovszky tweede, Staša derde.

### Uitslag 500cc-klasse
| Pos | Coureur            | Merk             | Tijd      | Punten |
| --- | ------------------ | ---------------- | --------- | ------ |
| 1   | Giacomo Agostini   | MV Agusta        | 1:10"05'7 | 15     |
| 2   | Gyula Marsovszky   | LinTo            | +4"14'5   | 12     |
| 3   | Bohumil Staša      | ČZ               | +4"47'0   | 10     |
| 4   | Silvano Bertarelli | Paton            | +5"56'9   | 8      |
| 5   | Dan Shorey         | Seeley-Matchless |           | 6      |
| 6   | Walter Scheimann   | Norton           |           | 5      |
| 7   | Billie Nelson      | Paton            |           | 4      |
| 8   | André-Luc Appietto | Paton            |           | 3      |
| 9   | Godfrey Nash       | Norton           |           | 2      |
| 10  | Werner Bergold     | Matchless        |           | 1      |
| 11  | Phil O'Brien       | Matchless        |           |        |
| 12  | Bosse Granath      | Husqvarna        |           |        |
| 13  | René Guilli        | Matchless        |           |        |
| 14  | Lasse Johansson    | Hm               |           |        |

|

### Niet gestart
| Coureur      | Merk  | Oorzaak  |
| ------------ | ----- | -------- |
| Jack Findlay | LinTo | Blessure |

### Niet gefinisht
| Coureur              | Merk                  | Oorzaak               |
| -------------------- | --------------------- | --------------------- |
| Rudolf Bergsleithner | Matchless             |                       |
| John Dodds           | LinTo                 |                       |
| František Srna       | Jawa                  |                       |
| Gerhard Heukerott    | Norton                |                       |
| Günter Fischer       | Matchless             |                       |
| Tom Dickie           | Kuhn-Seeley-Matchless | Kuhn-Seeley-Matchless |
| Alberto Pagani       | LinTo                 |                       |
| Angelo Bergamonti    | Paton                 |                       |
| Endel Kiisa          | Vostok                |                       |
| Jüri Randla          | Vostok                |                       |

### Niet deelgenomen
| Coureur             | Merk                    | Oorzaak                 |
| ------------------- | ----------------------- | ----------------------- |
| Karl Auer           | Matchless               |                         |
| Wolfgang Stropek    | MV Agusta               |                         |
| Kel Carruthers      | Aermacchi               |                         |
| Ross Hannan         | Norton                  |                         |
| Terry Dennehy       | Drixton-Honda           |                         |
| Gilbert Argo        | Matchless               |                         |
| Karl Hoppe          | Seeley-URS              |                         |
| Paul Eickelberg     | Norton                  |                         |
| Hannu Kuparinen     | Matchless               |                         |
| Osmo Hansen         | Matchless               |                         |
| Pentti Lehtelä      | Matchless               |                         |
| Alan Barnett        | Kirby-Métisse-Matchless | Kirby-Métisse-Matchless |
| Alan Lawton         | Norton                  |                         |
| Barry Scully        | Norton                  |                         |
| Brian Steenson      | Seeley-Matchless        |                         |
| Derek Woodman       | Seeley-Matchless        |                         |
| John Trevor Findlay | Norton                  |                         |
| John Williams       | Métisse-Matchless       |                         |
| Lewis Young         | Matchless               |                         |
| Malcolm Uphill      | Norton                  |                         |
| Maurice Hawthorne   | LinTo                   |                         |
| Percy Tait          | Triumph                 |                         |
| Peter Darvil        | Norton                  |                         |
| Peter Williams      | Matchless               |                         |
| Rob Fitton          | Norton                  |                         |
| Ron Chandler        | Seeley-Matchless        |                         |
| Selwyn Griffiths    | Matchless               |                         |
| Steve Ellis         | LinTo                   |                         |
| Steve Jolly         | Seeley-Matchless        |                         |
| Steve Spencer       | Métisse-Matchless       |                         |
| Emanuele Maugliani  | Norton                  |                         |
| Franco Trabalzini   | Paton                   |                         |
| Gilberto Milani     | Aermacchi               |                         |
| Paolo Campanelli    | Seeley-Matchless        |                         |
| Theo Louwes         | Norton                  |                         |
| Ginger Molloy       | Bultaco                 |                         |
| Keith Turner        | LinTo                   |                         |
| Jack Lindh          | Seeley-Matchless        |                         |

### Top tien tussenstand 500cc-klasse
(Punten (tussen haakjes) zijn inclusief streepresultaten)
| Pos | Coureur           | Merk                     | Ptn       |                |
| --- | ----------------- | ------------------------ | --------- | -------------- |
| 1   | Giacomo Agostini  | MV Agusta                | 105 (120) | Wereldkampioen |
| 2   | Gyula Marsovszky  | LinTo                    | 43        |                |
| 3   | Alan Barnett      | Kirby-Métisse-Matchless  | 32        |                |
| 4   | Billie Nelson     | Paton                    | 30        |                |
| 5   | Godfrey Nash      | Norton                   | 20        |                |
| 6   | Jack Findlay      | LinTo / Matchless        | 16        |                |
| 7   | Ron Chandler      | Seeley-Matchless         | 15        |                |
| 8   | Karl Auer         | Matchless                | 13        |                |
| 8   | Steve Ellis       | LinTo                    | 13        |                |
| 10  | Angelo Bergamonti | Paton                    | 12        |                |
| 10  | Karl Hoppe        | Métisse-URS / Seeley-URS | 12        |                |
| 10  | Gilberto Milani   | Aermacchi                | 12        |                |
| 10  | Peter Williams    | Matchless                | 12        |                |
| 10  | Percy Tait        | Triumph                  | 12        |                |

## 350cc-klasse
In Tsjecho-Slowakije had Jawa Jack Findlay aangetrokken als vervanger voor Bill Ivy. Dat was nog geen succes: bij zijn eerste trainingsrondjes ontdekte Findlay dat zijn achterband nat was geworden door een lekkende radiateur. Hij reed rustig naar de pit, maar gleed met een snelheid van 30 km/h onderuit en kwam zo ongelukkig terecht dat hij een sleutelbeen brak. Nu moest Silvio Grassetti de machine overnemen. Hij werd er derde mee en wilde nu de rest van het seizoen ook met de Jawa rijden. In Tsjecho-Slowakije kon Rodney Gould goed partij geven aan Agostini. Zijn Yamaha was sneller, maar de MV Agusta stuurde beter, waardoor ze ronden lang bij elkaar bleven. Gould moest met zijn productieracer altijd een beetje op heelhouden rijden en liet Agostini de eerste plaats pakken. Silvio Grassetti werd met de Jawa 350 cc V4 derde.
| Pos | Coureur             | Merk      | Tijd | Punten |
| --- | ------------------- | --------- | ---- | ------ |
| 1   | Giacomo Agostini    | MV Agusta |      | 15     |
| 2   | Rodney Gould        | Yamaha    |      | 12     |
| 3   | Silvio Grassetti    | Jawa      |      | 10     |
| 4   | Heinz Rosner        | MZ        |      | 8      |
| 5   | Giuseppe Visenzi    | Yamaha    |      | 6      |
| 6   | Bohumil Staša       | ČZ        |      | 5      |
| 7   | Kel Carruthers      | Aermacchi |      | 4      |
| 8   | Martti Pesonen      | Yamaha    |      | 3      |
| 9   | Adolf Ohligschläger | Yamaha    |      | 2      |
| 10  | Ginger Molloy       | Bultaco   |      | 1      |

| Coureur      | Merk | Oorzaak  |
| ------------ | ---- | -------- |
| Jack Findlay | Jawa | Blessure |

| Coureur             | Merk      | Oorzaak     |
| ------------------- | --------- | ----------- |
| Herbert Denzler     | Aermacchi | Ongeval     |
| František Boček (†) | Jawa      | Ongeval (†) |
| János Drapál        | Aermacchi | Ongeval     |

| Coureur      | Merk | Oorzaak   |
| ------------ | ---- | --------- |
| Bill Ivy (†) | Jawa | Overleden |

| Coureur             | Merk              |
| ------------------- | ----------------- |
| Brian Smith         | Aermacchi         |
| Ivar Sauter         | Aermacchi         |
| František Šťastný   | Jawa              |
| Karel Bojer         | ČZ                |
| Günter Fischer      | Aermacchi         |
| Karl Hoppe          | Yamaha            |
| Walter Scheimann    | Yamaha            |
| Hannu Kuparinen     | Yamaha            |
| Bill Smith          | Honda             |
| Billie Guthrie      | Yamaha            |
| Billie McCosh       | Aermacchi         |
| Billie Nelson       | Aermacchi         |
| Brian Steenson      | Aermacchi         |
| Cecil Crawford      | Aermacchi         |
| Cliff Carr          | Yamaha            |
| Dave Degens         | Aermacchi         |
| Dave Simmonds       | Kawasaki          |
| Godfrey Nash        | Norton            |
| Jerry Lancaster     | Drixton-Aermacchi |
| Jim Curry           | Métisse-Aermacchi |
| John Trevor Findlay | Norton            |
| Lewis Young         | Aermacchi         |
| Maurice Hawthorne   | Métisse-Aermacchi |
| Mike Hatherill      | Aermacchi         |
| Phil Read           | Yamaha            |
| Rob Fitton          | Norton            |
| Roy Graham          | Aermacchi         |
| Selwyn Griffiths    | AJS               |
| Terry Grotefeld     | Yamaha            |
| Tom Dickie          | Seeley-AJS        |
| Tommy Robb          | Aermacchi         |
| Tony Rutter         | Yamaha            |
| Bruno Spaggiari     | Ducati            |
| Gilberto Milani     | Aermacchi         |
| Silvano Bertarelli  | Aermacchi         |
| Jan Kostwinder      | Yamaha            |
| Leo Commu           | Yamaha            |
| Gordon Keith        | Yamaha            |
| Marty Lunde         | Yamaha            |

### Top tien tussenstand 350cc-klasse
| Pos | Coureur          | Merk          | Ptn |                |
| --- | ---------------- | ------------- | --- | -------------- |
| 1   | Giacomo Agostini | MV Agusta     | 90  | Wereldkampioen |
| 2   | Giuseppe Visenzi | Yamaha        | 35  |                |
| 3   | Jack Findlay     | Yamaha        | 30  |                |
| 4   | Kel Carruthers   | Aermacchi     | 29  |                |
| 5   | Bill Ivy (†)     | Jawa          | 24  |                |
| 5   | Rodney Gould     | Yamaha        | 24  |                |
| 7   | Silvio Grassetti | Yamaha / Jawa | 20  |                |
| 8   | Heinz Rosner     | MZ            | 18  |                |
| 9   | Bohumil Staša    | ČZ            | 15  |                |
| 10  | Brian Steenson   | Aermacchi     | 12  |                |

## 250cc-klasse
In Brno leidde Rodney Gould vier ronden lang en hij lag zelfs 3½ seconde vóór op Renzo Pasolini, maar toen begon de Yamaha steeds slechter te lopen en Pasolini ging voorbij. Kel Carruthers had al moeite genoeg de derde plaats vast te houden, want hij werd aangevallen door Heinz Rosner die 3 seconden tekortkwam.
| Pos | Coureur          | Merk    | Tijd    | Punten |
| --- | ---------------- | ------- | ------- | ------ |
| 1   | Renzo Pasolini   | Benelli | 50"33'1 | 15     |
| 2   | Rodney Gould     | Yamaha  | +14'1   | 12     |
| 3   | Kel Carruthers   | Benelli | +37'3   | 10     |
| 4   | Heinz Rosner     | MZ      | +40'6   | 8      |
| 5   | Silvio Grassetti | Yamaha  | +1"56'9 | 6      |
| 6   | Dieter Braun     | MZ      | +2"05'4 | 5      |
| 7   | Kent Andersson   | Yamaha  | +2"05'9 | 4      |
| 8   | Carlos Giró      | Ossa    | +2"16'3 | 3      |
| 9   | Lothar John      | Yamaha  | +3"20'0 | 2      |
| 10  | Gordon Keith     | Yamaha  | +3"27'5 | 1      |

| Coureur           | Merk            |
| ----------------- | --------------- |
| Heinz Kriwanek    | Suzuki          |
| Eric Hinton       | Yamaha          |
| Jack Findlay      | Yamaha          |
| Frank Perris      | Suzuki          |
| Gyula Marsovszky  | Yamaha          |
| František Šťastný | Jawa            |
| Karel Bojer       | ČZ              |
| Günter Bartusch   | MZ              |
| Klaus Huber       | Yamaha          |
| Reinhard Scholtis | Kawasaki        |
| Siegfried Lohmann | Suzuki          |
| Toni Gruber       | Yamaha          |
| Santiago Herrero  | Ossa            |
| Martti Pesonen    | Yamaha          |
| Matti Salonen     | Yamaha          |
| Pentti Korhonen   | Yamaha          |
| Teuvo Länsivuori  | Yamaha          |
| Christian Ravel   | Yamaha          |
| Jean Auréal       | Yamaha          |
| Billie Guthrie    | Yamaha          |
| Billie Nelson     | Yamaha          |
| Chas Mortimer     | Yamaha          |
| Dave Simmonds     | Kawasaki        |
| Derek Chatterton  | Yamaha          |
| Dick Pipes        | Yamaha          |
| Frank Whiteway    | Suzuki          |
| Ian Richards      | Yamaha          |
| Jerry Lancaster   | Yamaha          |
| John Ringwood     | Yamaha          |
| Mick Chatterton   | Yamaha          |
| Phil Read         | Benelli         |
| Ray McCullough    | Yamaha          |
| Stan Woods        | Yamaha          |
| Tony Rutter       | Yamaha          |
| László Szabó      | MZ              |
| Angelo Bergamonti | Aermacchi       |
| Eugenio Lazzarini | Benelli         |
| Gilberto Parlotti | Benelli         |
| Giuseppe Visenzi  | Yamaha          |
| Walter Villa      | Villa           |
| Keith Turner      | Aermacchi       |
| Börje Jansson     | Kawasaki-Yamaha |

### Top tien tussenstand 250cc-klasse
| Pos | Coureur          | Merk            | Ptn |
| --- | ---------------- | --------------- | --- |
| 1   | Santiago Herrero | Ossa            | 77  |
| 2   | Kent Andersson   | Yamaha          | 61  |
| 3   | Kel Carruthers   | Benelli         | 53  |
| 4   | Renzo Pasolini   | Benelli         | 45  |
| 5   | Rodney Gould     | Yamaha          | 44  |
| 6   | Frank Perris     | Suzuki          | 25  |
| 7   | Heinz Rosner     | MZ              | 23  |
| 8   | Lothar John      | Yamaha          | 21  |
| 9   | Börje Jansson    | Kawasaki-Yamaha | 19  |
| 10  | Dieter Braun     | MZ              | 14  |

## 125cc-klasse
Dieter Braun begon voortvarend aan de Grand Prix van Tsjecho-Slowakije. Na twee ronden had hij al acht seconden voorsprong op Dave Simmonds, maar toen ging het schakelen van zijn tienversnellingsbak steeds moeilijker. Simmonds passeerde hem in de zesde ronde en won met 11 seconden voorsprong. Cees van Dongen lag van start tot finish op de derde plaats. Behalve zijn wereldtitel had Dave Simmonds nog iets te vieren: meteen na de race reisde hij naar Engeland om te trouwen met Julie Boddice, de dochter van voormalig zijspancoureur Bill Boddice.
| Pos | Coureur          | Merk      | Tijd    | Punten |
| --- | ---------------- | --------- | ------- | ------ |
| 1   | Dave Simmonds    | Kawasaki  | 48"52'9 | 15     |
| 2   | Dieter Braun     | Suzuki    | +11'1   | 12     |
| 3   | Cees van Dongen  | Suzuki    | +55'3   | 10     |
| 4   | Friedhelm Kohlar | MZ        | +1"03'3 | 8      |
| 5   | László Szabó     | MZ        | +1"03'7 | 6      |
| 6   | Thomas Heuschkel | MZ        | +1"32'4 | 5      |
| 7   | Heinz Kriwanek   | Rotax     | +1"53'7 | 4      |
| 8   | Ginger Molloy    | Bultaco   | +2"32'5 | 3      |
| 9   | Kel Carruthers   | Aermacchi | +2"33'0 | 2      |
| 10  | Eberhard Mahler  | MZ        | +3"07'3 | 1      |

| Coureur               | Merk      |
| --------------------- | --------- |
| Barry Smith           | Derbi     |
| John Dodds            | Aermacchi |
| Bruno Veigel          | Honda     |
| Herbert Denzler       | Honda     |
| Jean Campiche         | Honda     |
| Günter Bartusch       | MZ        |
| Hartmut Bischoff      | MZ        |
| Heinz Rosner          | MZ        |
| Lothar John           | MZ        |
| Siegfried Lohmann     | MZ        |
| Walter Scheimann      | Villa     |
| Enrique Escuder       | Bultaco   |
| Ramón Galí            | Bultaco   |
| Pertti Leinonen       | Honda     |
| Seppo Kangasniemi     | MZ        |
| Daniel Crivello       | Maico     |
| Jacques Roca          | Derbi     |
| Jean Auréal           | Yamaha    |
| Jean-François Chaffin | Villa     |
| Pierre Viura          | Maico     |
| Bob Coulter           | Bultaco   |
| Carl Ward             | Honda     |
| Charles Garner        | Bultaco   |
| Chas Mortimer         | Villa     |
| Gary Dickinson        | Honda     |
| Jerry Lancaster       | Honda     |
| Jim Curry             | Honda     |
| John Kiddie           | Honda     |
| John Shacklady        | Bultaco   |
| Steve Murray          | Honda     |
| Tom Loughridge        | Bultaco   |
| Tommy Robb            | Bultaco   |
| János Reisz           | MZ        |
| Francesco Villa       | Villa     |
| Giuseppe Mandolini    | Villa     |
| Silvano Bertarelli    | Aermacchi |
| Walter Villa          | Villa     |
| Jean-Louis Pasquier   | Bultaco   |
| Jan Huberts           | MZ        |
| Lous van Rijswijk jr. | Yamaha    |
| Ryszard Mankiewicz    | MZ        |
| Börje Jansson         | Maico     |
| Bosse Granath         | MZ        |
| Kent Andersson        | Maico     |

### Top tien tussenstand 125cc-klasse
(Punten (tussen haakjes) zijn inclusief streepresultaten)
| Pos | Coureur          | Merk           | Ptn      |                |
| --- | ---------------- | -------------- | -------- | -------------- |
| 1   | Dave Simmonds    | Kawasaki       | 90 (102) | Wereldkampioen |
| 2   | Cees van Dongen  | Suzuki         | 41       |                |
| 3   | Kent Andersson   | Maico / Yamaha | 36       |                |
| 3   | Dieter Braun     | Suzuki         | 36       |                |
| 5   | Heinz Kriwanek   | Rotax          | 26       |                |
| 6   | Ginger Molloy    | Bultaco        | 25       |                |
| 7   | Kel Carruthers   | Aermacchi      | 20       |                |
| 8   | Friedhelm Kohlar | MZ             | 18       |                |
| 9   | Jean Auréal      | Yamaha         | 15       |                |
| 10  | Lothar John      | MZ             | 14       |                |

## 50cc-klasse
Barry Smith was bij de start in Tsjecho-Slowakije intussen de "Angstgegner" van de Nederlanders geworden. Met nog drie wedstrijden te gaan leidde Aalt Toersen (Van Veen-Kreidler) nog steeds, maar de Derbi's werden steeds sterker. Smith moest in Brno als voorlaatste starten, maar na de eerste ronde lag hij al op de vijfde plaats. Zijn teamgenoten Ángel Nieto en Santiago Herrero reden intussen aan de leiding, maar Paul Lodewijkx was met zijn Jamathi duidelijk sneller in de bochten en hij liep zienderogen in. In de derde ronde pakte hij de leiding om die niet meer af te geven. In de vierde ronde brak de centrale elektrode van Nieto's bougie af. Hij moest de pit opzoeken en zakte naar de 7e plaats. Herrero viel helemaal uit door een gebroken zuiger. Barry Smith werd zodoende tweede achter Lodewijkx en Nieto pakte - ondanks zijn stop - de derde plaats. Aalt Toersen werd slechts vierde en verloor kostbare punten op de Derbi-rijders.
| Pos | Coureur              | Merk              | Tijd | Punten |
| --- | -------------------- | ----------------- | ---- | ------ |
| 1   | Paul Lodewijkx       | Jamathi           |      | 15     |
| 2   | Barry Smith          | Derbi             |      | 12     |
| 3   | Ángel Nieto          | Derbi             |      | 10     |
| 4   | Aalt Toersen         | Van Veen-Kreidler |      | 8      |
| 5   | Cees van Dongen      | Van Veen-Kreidler |      | 6      |
| 6   | Martin Mijwaart      | Jamathi           |      | 5      |
| 7   | Gilberto Parlotti    | Tomos             |      | 4      |
| 8   | Jan de Vries         | Van Veen-Kreidler |      | 3      |
| 9   | Adrijan Bernetič     | Tomos             |      | 2      |
| 10  | Janko-Florijan Štefe | Tomos             |      | 1      |

| Coureur          | Merk  | Oorzaak |
| ---------------- | ----- | ------- |
| Santiago Herrero | Derbi | Zuiger  |

| Coureur               | Merk          |
| --------------------- | ------------- |
| Jakob Unterladstätter | KTM           |
| Bruno Veigel          | Honda         |
| Herbert Denzler       | Kreidler      |
| Gerhard Thurow        | Kreidler      |
| Ludwig Faßbender      | Kreidler      |
| Rudolf Kunz           | Kreidler      |
| Rudolf Schmälzle      | Kreidler      |
| Winfried Reinhard     | Reimo         |
| Juan Bordons          | Derbi         |
| André Millard         | Kreidler      |
| Charly Dubois         | Kreidler      |
| Jacques Roca          | Derbi         |
| Arthur Lawn           | Honda         |
| Barrie Dickinson      | Garelli       |
| Chris Walpole         | Garelli       |
| Fran Redfern          | Honda         |
| Frank Whiteway        | Crooks-Suzuki |
| John Lawley           | Honda         |
| Luke Lawlor           | Derbi         |
| Stuart Aspin          | Meurs-Garelli |
| Eugenio Lazzarini     | Morbidelli    |
| Franco Ringhini       | Morbidelli    |
| Giovanni Lombardi     | Guazzoni      |
| Luigi Rinaudo         | Tomos         |
| Silvano Bertarelli    | Minarelli     |
| Jean-Louis Pasquier   | Derbi         |
| Jan Huberts           | Kreidler      |
| Jos Schurgers         | Kreidler      |
| Anton Kralj           | Tomos         |

### Top tien tussenstand 50cc-klasse
(Punten (tussen haakjes) zijn inclusief streepresultaten)
| Pos | Coureur           | Merk              | Ptn     |
| --- | ----------------- | ----------------- | ------- |
| 1   | Aalt Toersen      | Van Veen-Kreidler | 65 (83) |
| 2   | Barry Smith       | Derbi             | 57 (61) |
| 3   | Ángel Nieto       | Derbi             | 49      |
| 4   | Jan de Vries      | Van Veen-Kreidler | 43      |
| 5   | Paul Lodewijkx    | Jamathi           | 33      |
| 6   | Gilberto Parlotti | Tomos             | 29 (31) |
| 7   | Santiago Herrero  | Derbi             | 28      |
| 8   | Rudolf Kunz       | Kreidler          | 20      |
| 9   | Ludwig Faßbender  | Kreidler          | 19      |
| 10  | Cees van Dongen   | Van Veen-Kreidler | 14      |

1928 · 1929 · 1950 · 1951 · 1952 · 1954 · 1955 · 1956 · 1957 · 1958 · 1959 · 1960 · 1961 · 1962 · 1963 · 1964 · 1965 · 1966 · 1967 · 1968 · 1969 · 1970 · 1971 · 1972 · 1973 · 1974 · 1975 · 1976 · 1977 · 1978 · 1979 · 1980 · 1981 · 1982 · 1983 · 1984 · 1985 · 1986 · 1987 · 1988 · 1989 · 1990 · 1991